# Hrabstwo Chisago

Piramida wieku hrabstwa

Hrabstwo Chisago ze stolicą w Center City znajduje się we wschodniej części stanu Minnesota, USA. Według danych z roku 2005 zamieszkuje je 49 400 mieszkańców, z czego 97,21% stanowią biali. Nazwa hrabstwa wywodzi się znajdującego się na jego terenie jeziora Chisago.

## Warunki naturalne
Hrabstwo zajmuje obszar 1146 km² (442 mi²), z czego 1082 km² (418 mi²) to lądy, a 64 km² (25 mi²) wody. Graniczy z 7 innymi hrabstwami:
- Hrabstwo Pine (północ)
- Hrabstwo Burnett (północny wschód)
- Hrabstwo Polk (wschód)
- Hrabstwo Washington (południe)
- Hrabstwo Anoka (południowy zachód)
- Hrabstwo Isanti (zachód)
- Hrabstwo Kanabec (północny zachód)

### Główne szlaki drogowe
| - Interstate 35 - U.S. Highway 8 - U.S. Highway 61 | - Minnesota State Highway 95 - Minnesota State Highway 243 - Minnesota State Highway 361 |

## Demografia
Według spisu z 2000 roku hrabstwo zamieszkuje 41 101 osób, które tworzą 14 454 gospodarstw domowych oraz 11 086 rodzin. Gęstość zaludnienia wynosi 38 osób/km². Na terenie hrabstwa jest  budynków mieszkalnych o częstości występowania wynoszącej 14budynki/km². Hrabstwo zamieszkuje 97,21% ludności białej, 0,51% ludności czarnej, 0,45% rdzennych mieszkańców Ameryki, 0,7% Azjatów, 0,03% mieszkańców Pacyfiku, 0,31% ludności innej rasy oraz 0,8% ludności wywodzącej się z dwóch lub więcej ras, 1,15% ludności to Hiszpanie, Latynosi lub inni. Pochodzenia niemieckiego jest 31,3% mieszkańców, 18,1% szwedzkiegonorweskiego, 11,3% norweskiego, a 6,9% irlandzkiego.
W hrabstwie znajduje się 14 454 gospodarstw domowych, w których 41,0% stanowią dzieci poniżej 18. roku życia mieszkający z rodzicami, 64,5% małżeństwa mieszkające wspólnie, 8% stanowią samotne matki oraz 23,3% to osoby nie posiadające rodziny. 18,4% wszystkich gospodarstw domowych składa się z jednej osoby oraz 7,4% żyję samotnie i jest powyżej 65. roku życia. Średnia wielkość gospodarstwa domowego wynosi 2,79 osoby, a rodziny 3,18 osoby.
Przedział wiekowy populacji hrabstwa kształtuje się następująco: 30,2% osób poniżej 18. roku życia, 7,1% pomiędzy 18. a 24. rokiem życia, 32,2% pomiędzy 25. a 44. rokiem życia, 20,7% pomiędzy 45. a 64. rokiem życia oraz 9,8% osób powyżej 65. roku życia. Średni wiek populacji wynosi 34 lata. Na każde 100 kobiet przypada 103,9 mężczyzn. Na każde 100 kobiet powyżej 18. roku życia przypada 101,7 mężczyzn.
Średni dochód dla gospodarstwa domowego wynosi 52 012 dolarów, a średni dochód dla rodziny wynosi 57 335 dolarów. Mężczyźni osiągają średni dochód w wysokości 40 743 dolarów, a kobiety 27 653 dolarów. Średni dochód na osobę w hrabstwie wynosi 21 013 dolarów. Około 3,2% rodzin oraz 5,1% ludności żyje poniżej minimum socjalnego, z tego 5,4% poniżej 18 roku życia oraz 8% powyżej 65. roku życia.

## Miasta
- Center City
- Chisago City
- Harris
- Lindstrom
- North Branch
- Rush City
- Shafer
- Stacy
- Taylors Falls
- Wyoming